# Brabham BT60
O Brabham BT60B foi o último carro da Brabham que foi usado para a temporada de 1992 da Fórmula 1. Condutores: Eric van de Poele, Giovanna Amati e Damon Hill.

## Resultados[1]
(legenda) 
| Ano  | Chassi | Motor       | Pneus | N° | Pilotos           | 1   | 2   | 3   | 4   | 5   | 6   | 7   | 8   | 9   | 10  | 11  | 12  | 13  | 14  | 15  | 16  | Pontos | Posição  |  |
| ---- | ------ | ----------- | ----- | -- | ----------------- | --- | --- | --- | --- | --- | --- | --- | --- | --- | --- | --- | --- | --- | --- | --- | --- | ------ | -------- |  |
|      |        |             |       |    |                   |     |     |     |     |     |     |     |     |     |     |     |     |     |     |     |     |        |          |  |
|      |        |             |       |    |                   | RSA | MEX | BRA | ESP | SMR | MON | CAN | FRA | GBR | GER | HUN | BEL | ITA | POR | JPN | AUS |        |          |  |
| 1992 | BT60B  | Judd GV V10 | G     | 7  | Eric Van de Poele | 13  | NQ  | NQ  | NQ  | NQ  | NQ  | NQ  | NQ  | NQ  | NQ  |     |     |     |     |     |     | 0      | NC (15°) |  |
| 1992 | BT60B  | Judd GV V10 | G     | 8  | Giovanna Amati    | NQ  | NQ  | NQ  |     |     |     |     |     |     |     |     |     |     |     |     |     | 0      | NC (15°) |  |
| 1992 | BT60B  | Judd GV V10 | G     | 8  | Damon Hill        |     |     |     | NQ  | NQ  | NQ  | NQ  | NQ  | 16  | NQ  | 11  |     |     |     |     |     | 0      | NC (15°) |  |